# Port lotniczy Oudomsay
Port lotniczy Oudomsay (IATA: ODY, ICAO: VLOS) – port lotniczy położony w Muang Xay w Laosie.